# 真壁利明
真壁 利明（まかべ としあき、1947年 - ）は、日本の工学者。工学博士。慶應義塾大学名誉教授。専門はプラズマエレクトロニクス。
神奈川県生まれ。慶應義塾大学工学部電気工学科卒業（1970）。同大学院修士課程工学研究科電気工学修了。同大学院博士課程工学研究科電気工学専攻単位取得退学（1975）。工学博士（1978）。
2007年3月における、稲崎一郎慶應義塾大学理工学部教授の理工学部長の退任を受けて行われた学部長選挙において学部長に選出。2009年7月13日より慶應義塾常任理事に選出されることとなり、後任の理工学部長にはシステムデザイン工学科教授の青山藤詞郎が就任することとなった。慶應義塾常任理事（2009）、慶應義塾大学理工学部電子工学科名誉教授（2013）。
2000年にPOSTECH客員教授。2006年にUniversity of Bochum客員教授。ユーゴスラヴィア工学アカデミー外国人会員、英国物理学会フェロー(FInstP)、応用物理学会フェロー。応用物理学会理事。
J.Phys.D(Appl.Phys.)誌とPlasma Sources Science and Technology誌の編集ボード。
COE採択・拠点リーダー。慶應義塾大学大学院情報・電気・電子分野21世紀COEプログラム・アクセス網高度化光・電子デバイス技術。

## 主な著書
- 真壁利明：“21世紀創造技術立国への道”, 培風館 (2006).　【ISBN；978-4563019150】
- T. Makabe and Z. Petrovic： “Plasma Electronics; Applications in Microelectronic Device Fabrication”, Taylor & Francis (New York, London), 340pages (2006).　【ISBN；978-0750309769】
- T.Makabe： “Advances in Low Temperature RF Plasmas: Basis for process design”, Elsevier (Amsterdam), 341pages (2002).　【ISBN；978-0444510952】
- 中川正雄, 真壁利明(共著)： “確率過程”培風館 (2002).　【ISBN；978-4563036980】
- 真壁利明：“プラズマエレクトロニクス”培風館 (1999).　【ISBN；978-4563036874】
- 中川正雄, 真壁利明(共著)：“理工学基礎：確率過程”, 培風館 (1987).　【ISBN；978-4563008666】

## 主な受賞
- PLASMA  PRIZE (American Vacuum Society, PSTDivision; 2006)
- プラズマエレクトロニクス賞 (応用物理学会; プラズマエレクトロニクス分科会; 2004)
- プラズマ流体科学賞(東北大学. 流体科学研究所; 2003)
- 義塾賞(慶應義塾; 2004)